# پول (فیلم ۱۹۹۳)
«پول» (انگلیسی: Money (1993 film)) یک فیلم است که در سال ۱۹۹۳ منتشر شد.